# Раду Сирбу
Раду Сирбу (рум. Radu Sîrbu, нар. 14 грудня 1978, Пересечина, СРСР) — молдовський співак. Вокаліст гурту O-Zone.

## Дискографія
- "Whappa"
- "Perfect Body"
- "Tu nu"
- "Ya Proshu"
- "Zâmbeşti cu mine"
- "Fly"
- "Sună Seara"
- "Leave me Alone"
- "Whappa" (англійська версія)
- "Whappa" (RMX Radu)